# كلير كورلت
كلير كورلت (بالإنجليزية: Claire Margaret Corlett)‏ هي ممثلة كندية، ولدت في 9 يوليو 1999 في كندا.

## أعمال

### مسلسلات
- ماي ليتل بوني: فرندشيب إز ماجيك[5]

## وصلات خارجية
- الموقع الرسمي
- كلير كورلت على موقع IMDb (الإنجليزية)
- كلير كورلت على موقع ميوزك برينز (الإنجليزية)
- كلير كورلت على موقع قاعدة بيانات الفيلم (الإنجليزية)